# José Alberto Moura
José Alberto Moura CSS (ur. 23 października 1943 w Ituiutaba) – brazylijski duchowny katolicki, stygmatysta, biskup koadiutor (1990-1992) i diecezjalny Uberlândia (1992-2007), arcybiskup Montes Claros w latach 2007-2018.

## Życiorys
Święcenia kapłańskie otrzymał 9 stycznia 1971 w Zgromadzeniu Najświętszych Stygmatów. Pracował jako duszpasterz parafii zakonnych w Brazylii, był także m.in. dyrektorem kursu filozoficznego seminarium zakonnego w Campinas, radnym prowincjalnym, generałem zakonu, a także wykładowcą uniwersytetu katolickiego w Campinas oraz rektorem seminarium w tymże mieście.
18 kwietnia 1990 papież Jan Paweł II mianował go biskupem koadiutorem Uberlândia. 14 lipca tego samego roku z rąk arcybiskupa Estêvão Cardoso de Avellara przyjął sakrę biskupią. 23 grudnia 1992 objął obowiązki biskupa diecezjalnego. 7 lutego 2007 papież Benedykt XVI mianował go arcybiskupem Montes Claros.
21 listopada 2018 przeszedł na emeryturę.